# Лудвиг Гебхард фон Хойм (1678–1738)
Лудвиг Гебхард II фон Хойм (на немски: Ludwig Gebhard II Graf von Hoym; * 23 октомври/2 ноември 1678, Дройсиг в Саксония-Анхалт; † 6 май 1738, Дройсиг) е граф на Хойм, кралски полски и таен съветник на Курфюрство Саксония, курсаксонски камера-президент, обер-хауптма в Тюрингия.

## Произход и наследство
Той е третият син на фрайхер Лудвиг Гебхард I фон Хойм (1631 – 1711) и втората му съпруга Катарина София фон Шьонфелд (1699 – 1681), дъщеря на Ханс Азмус фон Шьонфелд (1596 – 1658) и Анна фон Лютихау (1618/1625 – 1664). Брат е на Адолф Магнус фон Хойм (1668 – 1723), Карл Зигфрид фон Хойм (1675 – 1738) и полубрат на Карл Хайнрих фон Хойм (1694 – 1736).
На 6 март 1676 г. във Виена баща му и децата му са издигнати на имперски фрайхер. Лудвиг Гебхард II наследява бездетния си по-голям брат Адолф Магнус и става един от най-богатите в Курфюрство Саксония.

## Фамилия
Лудвиг Гебхард II фон Хойм се жени на 2/3 юни 1716 г. в Дрезден за графиня Рахил Луиза фон Вертерн (* 24 февруари/6 март 1699, Регенсбург; † 15 юли 1764, Талвитц), дъщеря на саксонския министър граф Георг фон Вертерн (1663 – 1721) и Рахил Хелена фон Милтиц от род Шарфенберг (1676 – 1736). Те имат шест деца:
- Георг Лудвиг фон Хойм (* 17 юни 1720; † 28 май 1738)
- Юлиус Гебхард фон Хойм (* 11/17 ноември 1721, Дройсиг; † 14 февруари 1764, Дрезден), женен I. за графиня Мариана Кристина фон Брюл (* 19 април 1734; † 22 юли 1753), II. на 5 октомври 1754 г. в Талвиц при Вурцен за Кристиана Шарлота фон Дизкау (* 20 ноември 1733, Требшен при Грима; † 6 юли 1811, Берлин),
- Хенриета Шарлота фон Хойм (* 22 ноември 1726; † 23 февруари 1766, Дрезден), омъжена за Карл Зигисмунд фон Арним
- Кристиана Каролина фон Хойм (* 24 май 1728, Дрезден; † 14 февруари 1760, Отервиш), омъжена за граф Лудвиг Зигфрид I Витцтум фон Екщедт (* 14 юли 1716, Дрезден; † 5 декември 1777 Дрезден)
- Готхелф Адолф фон Хойм (* 24 октомври 1731, Дрезден; † 22 април 1783, Дройсиг, Саксония-Анхалт), женен на 27 ноември 1769 г. в Гера за графиня София Августа фон Щолберг-Росла (* 11 юни 1754, Росла; † 3 март 1776, Дрезден)
- Хелена Рената фон Хойм (* 1733), омъжена I. за граф Хайнрих Адолф фон Рьодерн (* 10 март 1729; † 28 януари 1759), II. 1769 г. за граф Лудвиг Готлоб фон Лютихау